# Koergan (stad)
Koergan (Russisch: Курган) is een stad in Rusland en de hoofdstad van de gelijknamige oblast. De stad is gelegen in Zuidwest-Siberië, aan de rivier de Tobol, en beslaat een oppervlakte van 390 km². Koergan ligt aan een tak van de trans-Siberische spoorlijn, 1973 kilometer ten oosten van Moskou en op een kleine 100 kilometer van de grens met Kazachstan.
Koergan is partnerstad van Appleton (Wisconsin, Verenigde Staten van Amerika) en Rufina (Italië)

## Geschiedenis
De stad werd gesticht in 1662 als de vesting Tsarjovo Gorodisjtsje ("Tsarenstad"), een grenspost ter bescherming tegen invallen van nomaden. Een aantal keren kon Tsarjovo Gorodisjtsje de aanvallen niet afslaan en werd het geplunderd en platgebrand. Aan het eind van de 17e eeuw werd de nederzetting 8 kilometer stroomafwaarts verlegd en in 1710 telde de plaats 72 huizen en 539 inwoners.
De vesting werd uitgebreid en bestond in het midden van de 18e eeuw uit de "oude stad", omsloten door het houten kremlin, en de "nieuwe stad", met een stadsmuur, 8 bastions en een slotgracht. Na de verovering van nieuwe gebieden in het zuiden verloor de plaats grotendeels zijn militaire betekenis en in de jaren 60 van de 18e eeuw werden de vestingwerken afgebroken. In 1782 kreeg de nederzetting de status van stad en de huidige naam. De naam Koergan stamt van een grote grafheuvel, "Tsarjov koergan", die niet ver van de oorspronkelijke nederzetting ligt.
De stad werd vanwege haar afgelegen positie als verbanningsoord voor politieke gevangenen gebruikt. Vele dekabristen en Poolse patriotten uit de opstand van 1863-64 woonden in Koergan. In 1895 bestond bijna de helft van de zevenduizend inwoners van de stad uit politieke bannelingen.
Vanaf het midden van de 19e eeuw werd Koergan een handelscentrum voor landbouwproducten en door de aansluiting op de trans-Siberische spoorlijn in 1893 kreeg het ook betekenis voor de industrie. De stad groeide als kool en had in 1917 al zo'n 40 000 inwoners en bijna 60 bedrijven.
Tijdens de Tweede Wereldoorlog werden veel bedrijven uit het westen van Rusland naar het oosten verplaatst, waardoor Koergan nog meer industrie kreeg. In 1943 werd de stad het bestuurlijke centrum van de nieuw opgerichte oblast Koergan. In de jaren 50 werden grote fabrieken gebouwd, die tegenwoordig het stadsbeeld bepalen.

## Economie en verkeer
Koergan huisvest ongeveer 80 grote en middelgrote bedrijven, die met name opereren in de machinebouw en de productie van bouwmaterialen, waaronder Elizarovs medisch onderzoekscentrum, KAvZ autobusfabriek en een machinebouwfabriek bekend om productie van bmp-1, bmp-2 en bmp-3 gepanserde voertuigen. Ook worden er medicijnen, voedsel en kleding geproduceerd.
De stad is een groot verkeersknooppunt, met twee stations en een luchthaven, en is verbonden met de trans-Siberische spoorlijn. De belangrijkste bestemmingen zijn Jekaterinenburg, Tsjeljabinsk en Omsk.

## Stedenband
- Appleton (Verenigde Staten)

## Demografie
| Ontwikkeling van het inwoneraantal |        |        |        |         |         |         |         |         |
| Jaar                               | 1897   | 1926   | 1939   | 1959    | 1970    | 1979    | 1989    | 2002    |
| Bevolking                          | 10.600 | 28.000 | 53.000 | 146.000 | 244.000 | 309.800 | 355.500 | 345.500 |

## Onderwijs en cultuur
Koergan beschikt over enkele theaters, een heemkundig museum, een museum voor beeldende kunst en het dekabristenmuseum. Verder is in de stad een aantal instellingen voor hoger onderwijs te vinden:
- Agrarische academie
- Staatsuniversiteit van Koergan
- Internationale universiteit van Koergan
- Militaire hogeschool voor de grensstrijdkrachten
- Spoorwegen Academie

## Geboren in Koergan
- Leonid Krasin (1870–1926), zakenman en diplomaat
- Leonid Aleksejevitsj Polovinkin (1894–1949), componist en pianist
- Maksim Fadejev (1968), zanger, componist en producer
- Dmitri Loskov (1974), voetbaltrainer en voormalig voetballer
- Sergej Roebljovski (1974), schaker
- Jana Romanova (1983), biatlete
- Joelia Savitsjeva (1987), zangeres

Bestuurlijk centrum: Koergan

Dalmatovo · Katajsk · Koertamysj · Makoesjino · Petoechovo · Sjadrinsk · Sjoemicha · Sjtsjoetsje